# Amerikanska filmakademien

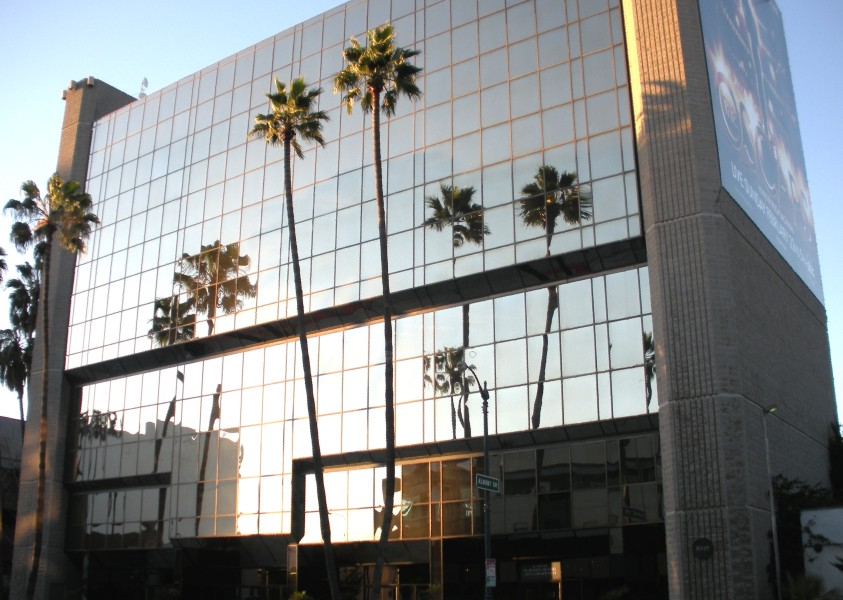
AMPAS högkvarter

Amerikanska filmakademien (eng. Academy of Motion Picture Arts and Sciences) är ett sällskap i Hollywood för personer som på olika sätt är eller har varit yrkesmässigt aktiva inom filmindustrin. Sällskapet grundades 1927.
Sällskapet delar sedan 1929 ut Oscar, världens främsta filmpris.